# Adrien Bossel
Pour les articles homonymes, voir Bossel.
Adrien Bossel, né le 28 décembre 1986 à Fribourg, est un joueur de tennis suisse, professionnel de 2006 à 2018.

## Carrière
Sa carrière se débloque en 2010, année durant laquelle il remporte son premier tournoi Future au Canada et atteint 4 autres finales. Fin 2011, il remporte deux nouveaux Future au Kazakhstan. En 2012, il est demi-finaliste à Binghamton. Il élimine par ailleurs Adrian Mannarino au second tour.
En 2013, il parvient à se qualifier au tournoi de Newport. Il s'incline face à Rajeev Ram 6-2, 6-2. L'année suivante, il remporte deux nouveaux tournois Future et s'incline à quatre reprises en finale. Il atteint également les quarts de finale du tournoi Challenger de Winnetka. Il signe à cette occasion la meilleure performance de sa carrière en éliminant Evgeny Donskoy, tête de série no 3 et 114e mondial.
En 2015, il représente la Suisse lors du premier tour de la Coupe Davis. Il joue le match de double aux côtés de Michael Lammer face à la paire Ruben Bemelmans - Niels Desein. Ils s'inclinent sur le score de 1-6, 6-3, 6-2, 6-2. À la suite du désistement de Yann Marti, il a la lourde tâche de jouer le cinquième match décisif contre le no 1 belge, David Goffin. Il s'incline logiquement en trois sets : 6-4, 6-0, 6-4.
Début 2017, il quitte le Top-500 et ne parvient pas à le réintégrer. 
La presse helvétique annonce sa retraite sportive le 13 juillet 2018. Durant ses quelque onze années de carrière, Bossel aura disputé trois matchs de simples (pour trois défaites) et deux matchs de double (une victoire) sur le circuit ATP principal.